# 苏克达尔
苏克达尔（Sukdal），是印度西孟加拉邦Barddhaman县的一个城镇。总人口11785（2001年）。

## 人口
该地2001年总人口11785人，其中男性6203人，女性5582人；0—6岁人口1200人，其中男628人，女572人；识字率74.09%，其中男性为80.14%，女性为67.38%。